# Veje

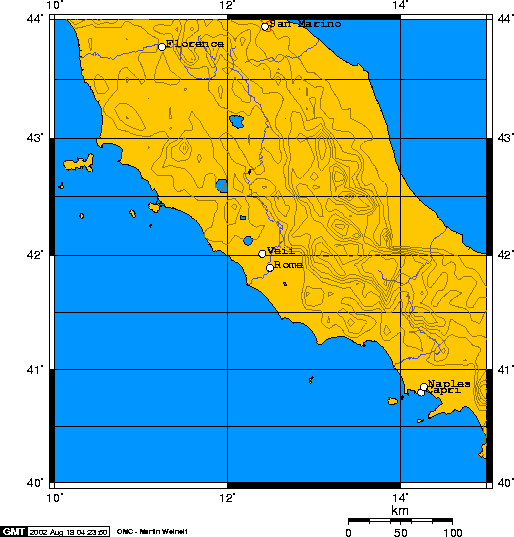
Geografická pozice města

Veje (latinsky: Veii) byly ve starověku považovány za nejbohatší město z etruské ligy. Leží v Itálii, cca 16 km severozápadně od Říma na řece Cremeře, přítoku Tibery. Bylo zničeno Římem na počátku 4. století př. n. l..
Město leželo na jižní hranici Etrurie. Největší rozkvět města, jehož hospodářství bylo postaveno na obchodu a zemědělství, spadá do 7. až 6. století př. n. l. Díky své blízkosti měly Veje velký kulturní vliv na Řím, což dokládají pozůstatky chrámu na Kapitolu z doby etruské nadvlády. Jako etruský post nejbližší starověkému Římu se střídavě nacházelo v konfliktu se svým sousedem.
Vzrůst římské moci zablokoval spojení města s námořním obchodem a současně připravoval Veje o zemědělskou půdu. Již v první polovině 5. století př. n. l. začalo mezi Vejemi a Římem docházet k ostrým střetům. Pololegendární charakter má římská pověst o výpravě 300 příslušníků rodu Fabiů proti Vejím, která skončila naprostým nezdarem a smrtí pro všechny členy výpravy. Postupně se však síly začaly vyrovnávat. K dalšímu střetu došlo v druhé polovině 5. století př. n. l. (438). Veje se tehdy spojily s latinským městem Fideny. Boje provázely krutosti na obou stranách. Přes dílčí úspěchy Vejí a jejich spojence bylo město Fideny zničeno a Řím zvítězil. Válka skončila roku 426 mírovou smlouvou na 20 let. Veje však zůstaly oslabeny. Roku 406 př. n. l. vypukl konflikt znovu. Římské vojsko oblehlo Veje, které po desetiletém obklíčení padlo roku 396 př. n. l. Pro Řím to bylo významné vítězství, a proto se zachovalo množství pověstí o tomto boji. Vyzdvihován byl římský velitel Camillus, který ukončil obléhání podkopáním tunelu pod hradbami města.
Obyvatelé města byli Římany prodáni do otroctví nebo pobiti a území města připadlo Římu. Zemědělská půda byla rozdělena mezi římské občany. Tím město zaniklo.
| „                   | Ach, vy prastaré Veje, i vy jste královstvím byly, křesla i na vašem prastarém fóru ze zlata bývala kdys. Nyní na vašich hradbách roh klidného pastýře zvučí, na kostech vašich reků obilí požíná srp. | “ |
| — Sextus Propertius | |   |

Ve vykopávkách byly nalezeny hliněné pálené kolorované sochy bohů (Apollón, Hermés aj.) a hodnotné nástěnné malby.